# Ніколайчук Віталій Іванович
Віта́лій Іва́нович Ніколайчу́к (народився 1 липня 1951, с. Веселівка, Красилівського району, Хмельницької області- помер 2 липня 2021 р., Ужгород ) — Заслужений діяч науки і техніки України, лауреат Державної премії України в галузі науки і техніки.

## Біографія
Народився 1 липня 1951, с. Веселівка, Красилівського району, Хмельницької області.
У 1968 році закінчив Западинецьку СШ.
Проходив військову службу в армії.

## Наукова діяльність
У 1977 закінчив з відзнакою біологічний факультет Ужгородського державного університету.
Завідувач кафедри генетики, фізіології рослин та біотехнології (з 1988); декан біологічного факультету (з 1989) Ужгородського національного університету.
З 11 травня 2012 року — в.о. ректора Ужгородського національного університету. У вересні 2012 на цій посаді його змінив Федір Ващук. За час перебування на посаді Ніколайчук зумів відсудити в університету майже 100 000 гривень. Також під час перебування на посаді було звільнено всіх проректрів і деяких завкафедрами.
У 2000 році отримав звання Заслужений діяч науки і техніки України.
У 2005 році за цикл наукових праць «Розроблення наукових засад і практичних рекомендацій збереження біорізноманіття в контексті сталого розвитку України» отримав звання лауреата Державну премію України в галузі науки і техніки.
Академік Академії наук вищої освіти України.
Почесний академік Угорської академії наук.
Заслужений професор Ужгородського національного університету.
Нагорода Ярослава Мудрого (2001).
Керівник закарпатського відділення Українського товариства фізіології рослин.